# Stenospermation crassifolium
Stenospermation crassifolium är en kallaväxtart som beskrevs av Adolf Engler. Stenospermation crassifolium ingår i släktet Stenospermation och familjen kallaväxter.
Artens utbredningsområde är Peru. Inga underarter finns listade.